# Římskokatolická farnost – děkanství Louny

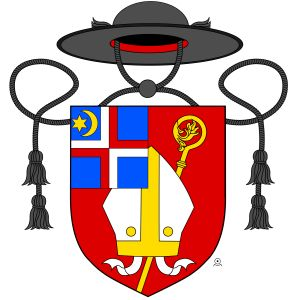
znak děkanství Louny

Římskokatolická farnost – děkanství Louny (lat. Launa) je církevní správní jednotka sdružující římské katolíky na území města Louny a v jeho okolí. Organizačně spadá do lounského vikariátu, který je jedním z 10 vikariátů litoměřické diecéze. Centrem farnosti je děkanský kostel svatého Mikuláše v Lounech.

## Historie farnosti
První zmínka o lounské farnosti pochází z 2. poloviny 13. století. Matriky jsou vedeny od roku 1687.

### Duchovní správcové vedoucí farnost
Začátek působnosti jmenovaného v duchovní správě farnosti od:
- 1536   Martinus Klatovský
- 1671  Mathias Bílek
- 1687   Georgius V. Strachovský
- 1692   Samuel Schop
- 1696   Joannes Chrit. Oppelt
- 1708   Franciscus Joseph Titus
- 1724   Wenceslaus Franciscus Růžička
- 1765   Josephus Urbanek
- 1774   Ioann. Rotzom, † 9. 1. 1799
- 1790   Jos. Enigl, † 31. 5. 1808
- 1808   Jos. Wydra, † 28. 12. 1813
- 1813   Antonín Pankrác, n. 12. 2. 1783 Laun, o. 31. 8. 1807, † 7. 10. 1859 (oblíbená osobnost náboženského i společenského života města, čestné měšťanství v Lounech – titul slavnostně udělen 25. dubna 1841)[3]
- 1860   dec. vacat, admin. inter. Franc. Linhart
- 1861   Franc. Linhart, n. 6. 7. 1803 Kosmonos., o. 3. 9. 1828, † 21. 6. 1889
- 1889   par. vacat, admin. int. Steph. Trojan
- 1890   Anton. Stejkal, n. 6. 10. 1844 Písek, o. 14. 7. 1872
- 1923   par. vacat, admin. inter. Anton. Holata
- 1924   Felix Hanoušek, n. 21. 5. 1870 Neobolesl., o. 9. 10. 1892, † 16. 8. 1943
- 1. 5.  1934    Josef Mrázek, n. 30. 4. 1880 Jesenice, o. 29. 6. 1905, † 21. 9. 1952
- 1. 12. 1952   Ludvík Spurný OFM
- 1. 7.  1969    Josef Bouček
  - – 9. září 1974 Ludvík Antonín Spurný OFM, farní vikář
- 15. 2. 1978   Milan Bezděk
- 1. 7.  1990    Rudolf Dušek, SJ
  - 1990–1992 Jiří Šolc, SJ, farní vikář
- 1. 9.  1992    Werner Horák, děkan; od 1. 1. 2020 výpomocný duchovní, osobní arciděkan
- 1. 1. 2020    Vít Machek, farní vikář; od 1. 1. 2020 administrátor, od 27. 3. 2021 děkan
- 15. 3. 2023 Lukáš Hrabánek, děkan
- 1. 10. 2023 Wojciech Szostek, děkan[4]

Kromě kněží stojících v čele farnosti, působili ve farnosti v průběhu její historie i jiní kněží. Většinou pracovali jako farní vikáři, kaplani, katecheté, výpomocní duchovní aj.

### Farní obvod
Z důvodu efektivity duchovní správy byl ve druhé polovině 20. století vytvořen farní obvod (kolatura) sestávající z přidružených farností spravovaných excurrendo z Loun. K listopadu 2020 se jedná o farnosti: Cítoliby, Dolní Ročov, Horní Ročov, Chožov, Kozly u Loun, Měrunice, Obora, Opočno a Vinařice.

## Území farnosti
Do farnosti náleží území obce:
- Dobroměřice (Dobromierschitz[6])[p 2]
- Louny (Laun)[p 2]
- Nečichy (Netschich[6])[p 2]

## Římskokatolické sakrální stavby na území farnosti
| | Fotografie | Stavba                            | Místo                 | Bohoslužby                      | Zeměpisné souřadnice             | Status                     | Číslo kulturní památky           |
| Kostely | Kostely    | Kostely                           | Kostely               | Kostely                         | Kostely                          | Kostely                    | Kostely                          |
| --- | ---------- | --------------------------------- | --------------------- | ------------------------------- | -------------------------------- | -------------------------- | -------------------------------- |
| 1. |            | Kostel sv. Mikuláše               | Louny                 | bližší informace o bohoslužbách | 50°21′26″ s. š., 13°47′43″ v. d. | děkanský kostel            | 42692/5-997 (Pk•MIS•Sez•Obr•WD)  |
| 2. |            | Kostel Panny Marie (Matky Boží)   | Louny                 | bližší informace o bohoslužbách | 50°21′17″ s. š., 13°48′12″ v. d. | filiální kostel, hřbitovní | 43437/5-995 (Pk•MIS•Sez•Obr•WD)  |
| 3. |            | Kostel Čtrnácti svatých pomocníků | Louny                 | bližší informace o bohoslužbách | 50°21′30″ s. š., 13°47′7″ v. d.  | filiální kostel, hřbitovní | 43418/5-996 (Pk•MIS•Sez•Obr•WD)  |
| 4. |            | Kostel sv. Matouše                | Dobroměřice           | bližší informace o bohoslužbách | 50°22′10″ s. š., 13°47′39″ v. d. | filiální kostel            | 43200/5-1114 (Pk•MIS•Sez•Obr•WD) |
| 5. |            | Kostel sv. Petra                  | Louny                 | bohoslužby příležitostně        | 50°21′32″ s. š., 13°47′14″ v. d. | obecní kostel, lapidárium  | 42894/5-998 (Pk•MIS•Sez•Obr•WD)  |
| Oratorium |            |                                   |                       |                                 |                                  |                            |                                  |
| 6. |            | Kaple sv. Kříže                   | Louny, domov důchodců | bližší informace o bohoslužbách | 50°20′53″ s. š., 13°48′24″ v. d. | oratorium                  | —                                |
| Kaple |            |                                   |                       |                                 |                                  |                            |                                  |
| 7. |            | Kaple sv. Anny                    | Nečichy               | bližší informace o bohoslužbách | 50°23′8″ s. š., 13°48′52″ v. d.  | kaple                      | 42306/5-1280 (Pk•MIS•Sez•Obr•WD) |
| Některé drobné sakrální stavby a pamětihodnosti lze dohledat zde v databázi Drobné sakrální památky Zaniklé sakrální stavby lze dohledat zde v databázi Poškozené a zničené kostely, kaple a synagogy v České republice |            |                                   |                       |                                 |                                  |                            |                                  |

Ve farnosti se mohou nacházet i další drobné sakrální stavby, místa římskokatolického kultu a pamětihodnosti, které neobsahuje tato tabulka.

## Galerie

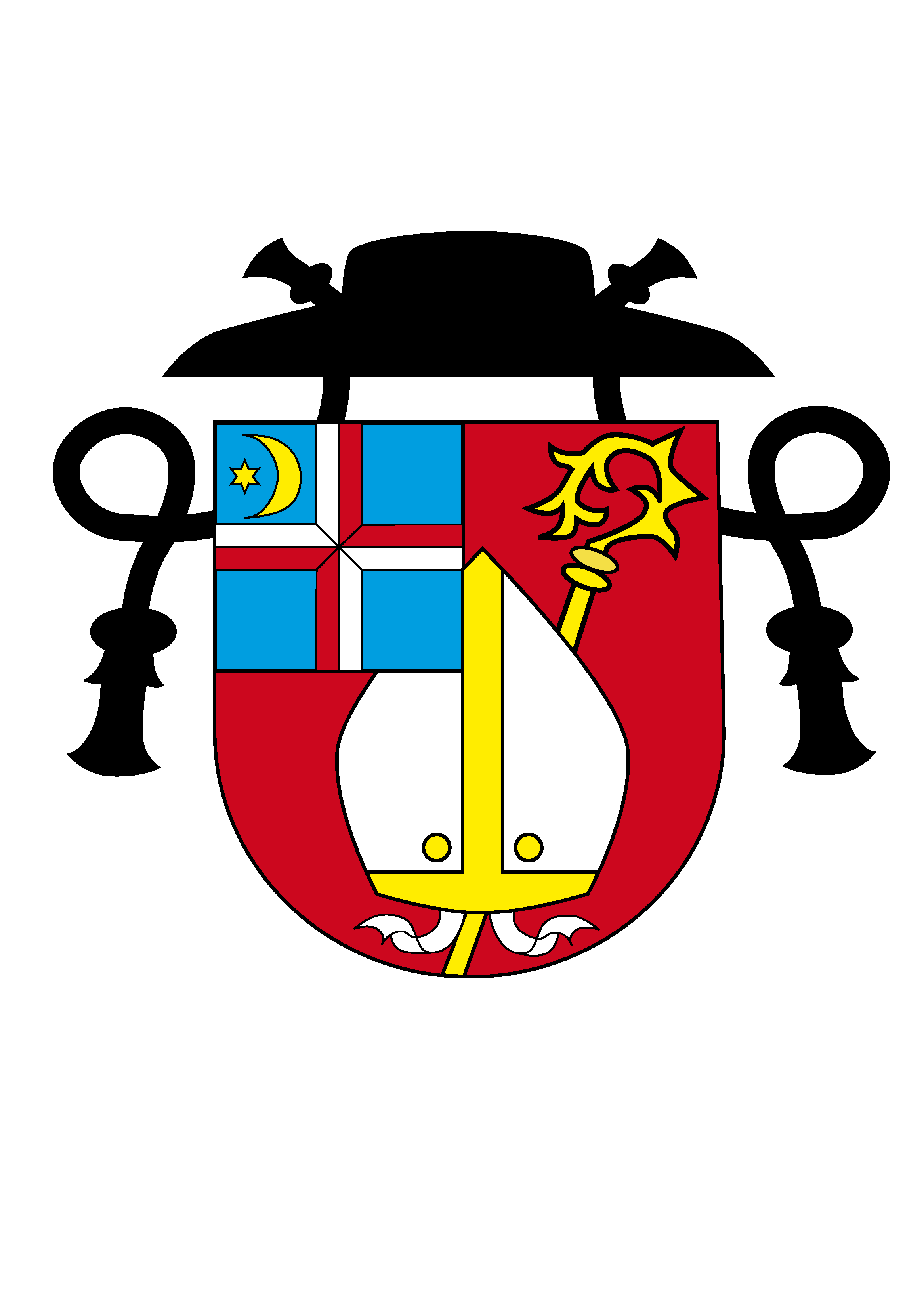
Heraldický znak lounské farnosti
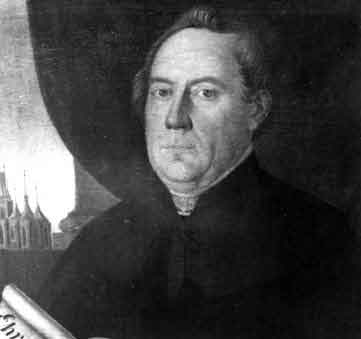
Lounský děkan Antonín Pankrác v pozadí s kostelem sv. Mikuláše
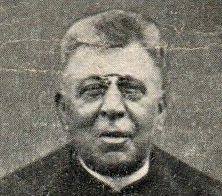
Josef Komeda, katecheta měšť. škol v.v., biskupský notář a spirituál Milosrdných sester sv. Vincence de Paula v okresní nemocnici v Lounech
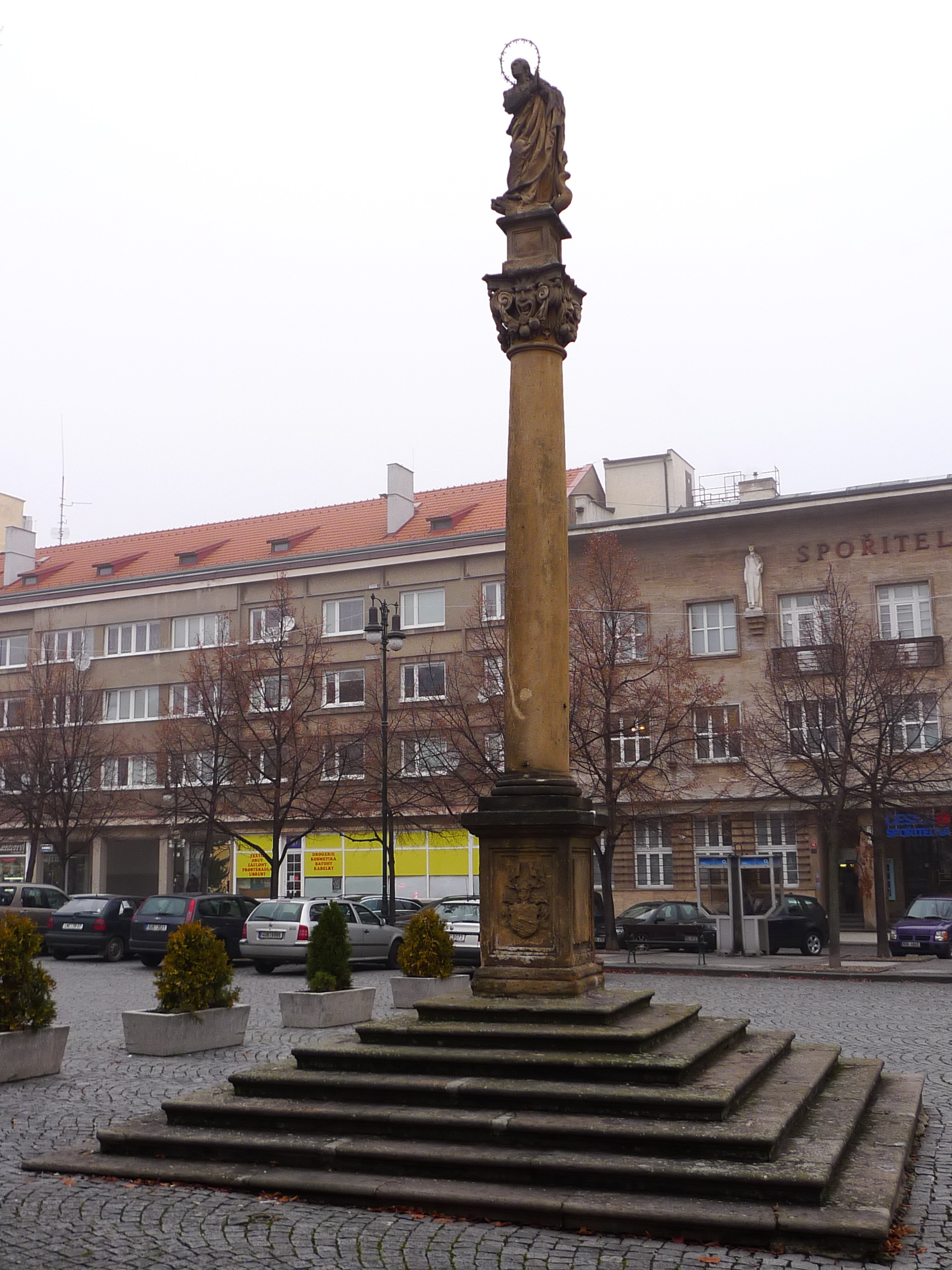
Mariánský sloup v Lounech